# Strzelce (powiat kutnowski)
Strzelce – wieś w Polsce, położona w województwie łódzkim, w powiecie kutnowskim, w gminie Strzelce. Siedziba gminy Strzelce.
W latach 1975–1998 wieś należała administracyjnie do województwa płockiego.
Wieś królewska  położona była w drugiej połowie XVI wieku w powiecie gostynińskim ziemi gostynińskiej województwa rawskiego. Do 1953 roku miejscowość była siedzibą gminy Sójki. 
Od 1389 w Strzelcach istnieje rzymskokatolicka parafia Świętej Trójcy.

## Położenie
Strzelce znajdują się w północnej części województwa łódzkiego, ok. 10 km na północ od Kutna i 33 km na południe od Płocka. Według fizycznogeograficznego podziału Polski wieś leży na Równinie Kutnowskiej, należącej do makroregionu Niziny Środkowomazowieckiej. 

## Zabytki
Według rejestru zabytków NID na listę zabytków wpisane są obiekty:
- kościół parafialny pw. Świętej Trójcy, 1906–1911, nr rej.: 552 z 10.01.1985
- zespół pałacowy, 2 poł. XIX w., nr rej.: 500 z 25.05.1979:
  - pałac
  - park

## Transport
Przez Strzelce przebiega droga krajowa nr 60 łącząca Łęczycę i Kutno z Płockiem i Ostrowią Mazowiecką. 3 km na południe od Strzelec we wsi Sójki znajduje się węzeł Kutno-Północ na autostradzie A1 (E75). 

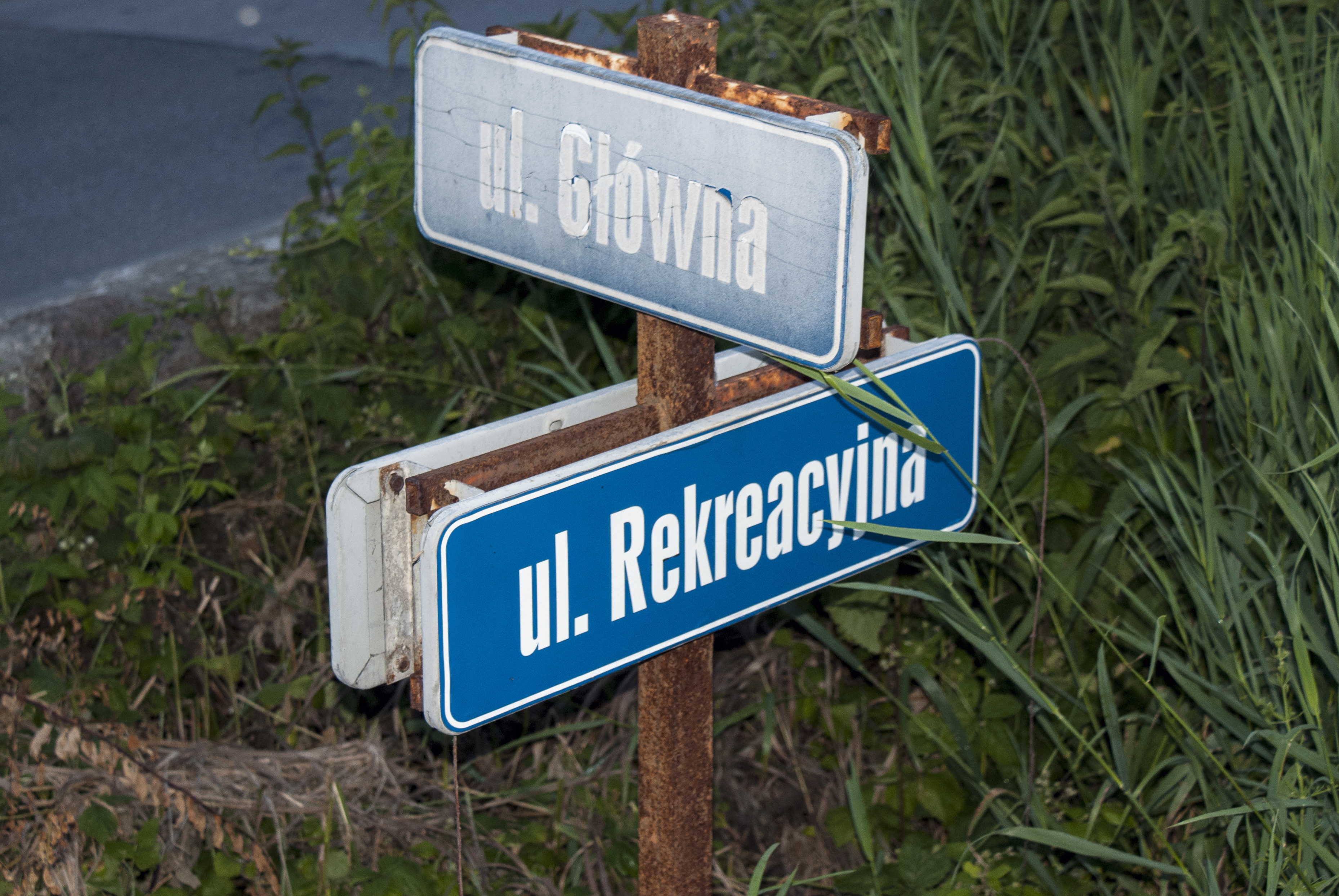
Tabliczki z nazwami ulic w Strzelcach

## Edukacja
Na terenie Strzelec znajdują się dwie placówki edukacyjne:
- Gminne Przedszkole w Strzelcach
- Szkoła Podstawowa im. Szarych Szeregów w Strzelcach